# Gamma Persei
Gamma Persei (γ Per, γ Persei), è una stella binaria nella costellazione di Perseo distante 258 anni luce circa dal sistema solare, di magnitudine apparente +2,91.

## Osservazione
La stella è la più settentrionale tra quelle brillanti che formano l'asterismo di Perseo, più brillanti, nella parte meridionale della costellazione di Perseo.
Caratterizzata da una declinazione fortemente settentrionale, la sua osservazione è più facile dalle regioni dell'emisfero boreale terrestre, dove si mostra molto alta sull'orizzonte nelle sere dell'autunno e dell'inizio dell'inverno, ossia quando Perseo raggiunge il punto più alto sull'orizzonte. Dall'emisfero australe l'osservazione risulta un po' penalizzata, ed avendo una declinazione di +53° risulta invisibile nei luoghi più a sud della latitudine 37°S.

## Caratteristiche del sistema
A lungo conosciuta come binaria spettroscopica, Gamma Persei è stata risolta con il metodo dello speckle, ed è anche una binaria a eclisse di tipo Algol, la seconda più luminosa dopo Algol stessa. La magnitudine varia da 2,91 a 3,21 in un periodo di 5346 giorni. Il suo periodo orbitale è di 14,6 anni.
Gamma Persei A è una gigante gialla, e come tale è giù uscita dalla sequenza principale avendo terminato l'idrogeno da fondere in elio nel suo nucleo, dove ora sta fondendo l'elio in elementi più pesanti quali carbonio e ossigeno.
La compagna, Gamma Persei B, è una stella di tipo spettrale A, A3V ma a volte classificata anche A3, meno massiccia della compagna e meno luminosa; è comunque 90 volte più luminosa del Sole e la sua massa a seconda delle pubblicazioni è stimata tra 1,65 e 1,9 M⊙. Orbita ad una distanza media dalla principale di 10 au, anche se l'eccentricità orbitale la porta a variare la distanza da 2 a 18 UA.

## Eclissi
Osservato dal Sistema solare, il sistema stellare da origine ad eclissi con la stessa periodicità del periodo orbitale, 14,6 anni. Sono state osservate finora solo due eclissi, quelle del 1990 e del 2019, quella del 2005 non è stata osservata in quanto il Sole si trovava prospetticamente troppo vicino al sistema stellare per permettere osservazioni fotometriche .